# Вила „Сунчица”
Вила „Сунчица”, Бања Ковиљача је здање које одлуком Владе Србије 2013. године постаје споменик културе. Једна је од битнијих  репрезентативних грађевина у Бањи Ковиљачи. У поседу данашњих власника је документација од изузетног значаја за тумачење историје овог здања.

## Архитектура
Према пројекту за нову вилу у Бањи Ковиљачи, господина Милосава Стекића, трговца из Београда, из фебруара 1931. године, утврђује се да је потписани пројектант овлашћени цивилни архитект дипл. инж. Жарко М. Пајовић из Београда. Вила „Сунчица” је некада поседовала слова на фасади, ћирилични арт-деко фонт, али су она у реновирањима после рата нестала. Обједињени утицаји од пре Великог рата, и они модернији, који се очитују у избаченом степенишном делу полукружног облика, типичним за арт-деко указују на постакадемско пројектовање. Рељефна пластика је пажљиво одабрана и аплицирана на фасаду, са дозираним осећајем елегантне масивности. Сутерен и подрум камене фасаде оличење су типичног облика српских кућа у овом крају, док мансарда исказује облике које срећемо у Паризу, а који потичу из друге половине 19. века.
Овај споменик културе је репрезентативни пример грађанског академског градитељства, те је због тих архитектонских вредности значајно остварење у наслеђу бања Србије.